# Keytesville
Keytesville település az Amerikai Egyesült Államok Missouri államában, Chariton megyében, melynek megyeszékhelye is. Lakosainak száma 440 fő (2020. április 1.).

## Népesség
A település népességének változása:

| 2010 | 471 |
| 2020 | 440 |